# Eutelia glaucocycla
Eutelia glaucocycla là một loài bướm đêm trong họ Noctuidae.